# نيكولا مالبرانش
ينتمي نيكولا مالبرانش (بالفرنسية: Nicolas Malebranche)‏ إلى جمعية الأوراتوار (6 أغسطس 1638 -13 أكتوبر 1715) وهو كاهن وأوراتواري وفيلسوف عقلاني فرنسي. سعى في أعماله إلى تجميع فكر القديس أغسطينوس وديكارت، من أجل إظهار الدور الفعال لله في كل جانب من جوانب العالم. يشتهر مالبرانش بمذاهبه وهي الرؤية في الله، والسببية، والأنطولوجيا.

## السيرة الشخصية

### النشأة
ولد مالبرانش في باريس عام 1638 وهو الطفل الأصغر لنيكولا مالبرانش، أمين سر الملك لويس الثالث عشر الفرنسي، وكاترين دي لوزون، شقيقة جان دي لوزون، حاكم فرنسا الجديدة. تلقى مالبرانش تعليمه الابتدائي من مدرس خاص بسبب تشوه في عموده الفقري. غادر منزله في سن السادسة عشرة لمتابعة مقرر الفلسفة في كلية دو لا ماركي، ثم درس اللاهوت في كلية السوربون، وكلتاهما من جامعة باريس. في النهاية غادر السوربون، بعد أن رفض السكولاستية، ودخل أوراتوار في عام 1660. كرس نفسه للتاريخ الكنسي واللغويات والكتاب المقدس وأعمال القديس أغسطينوس. رُسِم مالبرانش كاهنًا في عام 1664. في عام 1664، قرأ مالبرانش لأول مرة مقالة ديكارت رسالة عن الإنسان، وهي سرد لعلم وظائف الأعضاء في جسم الإنسان. أورد كاتب سيرة مالبرانش، الأب إيف أندريه، أن مالبرانش تأثر بكتاب ديكارت لأنه سمح له بمشاهدة العالم الطبيعي دون سكولاستية أرسطية. قضى مالبرانش عقده التالي يدرس النظام الديكارتي.

### أعماله الفلسفية
نشر مالبرانش مجلدين من أعماله الفلسفية الأولى والأكثر شمولاً في عامي 1674-1675، بعنوان البحث عن الحقيقة. عالج فيه طبيعة العقل البشري وكيفية استخدامه لتجنب الخطأ في العلوم، ووضع الكتاب الأساس لسمعة مالبرانش وأفكاره الفلسفية. تناول الكتاب أسباب الخطأ البشري وكيفية تجنب مثل هذه الأخطاء. الأهم من ذلك ناقش في كتابه الثالث الإيضاحات، الذي دافع فيه عن الادعاء بأن الأفكار التي نتصور من خلالها الأشياء موجودة في الله. هاجم الأب سيمون فوشير البحث عن الحقيقية حتى قبل نشر المجلد الثاني، وكان الناقد الأول لمالبرانش. أجاب مالبرانش في مقدمة قصيرة أضيفت إلى المجلد الثاني، في الإصدار الثالث عام 1678، أضاف تسلسلًا من سبعة عشر توضيحًا في نهاية الكتاب. كان رد الفعل على هذه التوضيحات مزيدًا من الانتقادات، لكنهم وسعوا أيضًا الحجج الأصلية وطوروها بطرق جديدة. على سبيل المثال: في التوضيح العاشر قدم مالبرانش نظريته عن «التمديد الواضح»، وهي فكرة واحدة متعلقة بالنموذج الأصلي للتمديد والتي يمكن من خلالها حل الأفكار لأنواع معينة من الأجسام بشكل مشترك. في حالات أخرى، ركز مالبرانش على العلاقة السببية، ولا سيما زعمه أن الله يتصرف في معظم الأحيان من خلال «إرادة عامة» ونادراً ما يتصرف، كحالة المعجزات، من خلال «إرادة خاصة».
توسع مالبرانش في هذه النقطة الأخيرة عام 1680 عندما نشر كتاب الطبيعة والنعمة. أوضح هنا أن عمومية القوانين التي ينظم بها الله سلوكه لا تقتصر على نشاطه في العالم الطبيعي فحسب، بل تنطبق أيضًا على نعمته على البشر. هُوجم الكتاب من قبل زميله الفيلسوف الديكارتي، أنطوان أرنولد، وعلى الرغم من أن اهتمامات أرنولد الأولية كانت لاهوتية، إلا أن النزاع المرير الذي نشأ تفرع بسرعة كبيرة إلى معظم المجالات الأخرى في أنظمتهم الخاصة. على مدى السنوات القليلة التالية، كتب الرجلان ما يكفي من الجدال ضد بعضهما البعض لملء وجمع أربعة مجلدات من أعمال مالبرانش وثلاثة من أعمال أرنولد. تمكن مؤيدو أرنولد من إقناع الكنيسة الكاثوليكية الرومانية بوضع الطبيعة والنعمة في دليل الكتب المحرمة في عام 1690، وتلاه البحث عن الحقيقة بعد تسعة عشر عامًا. (ومن المفارقات أن الدليل يحتوي بالفعل على العديد من الأعمال من قبل الينسيني أرنولد نفسه). ومن بين النقاد الآخرين الذين دخل معهم مالبرانش في نقاش مهم زميل ديكارتي آخر، بيير سيلفان ريجيس وكذلك دورتوس دي ميران. تعاطف دي ميران مع آراء باروخ سبينوزا، وشعر أنه وجد آراءً مماثلة في قراءته لمالبرانش: قاوم مالبرانش باجتهاد هذه الجمعية.

## الفلسفة

### الرؤية في الله
تمامًا مثلما يعتمد كل عمل بشري (جنبًا إلى جنب مع عمل أي مخلوق آخر) على الله، كذلك الأمر للإدراك المعرفي العقلي الإنساني. جادل مالبرانش بأن المعرفة الإنسانية تعتمد على الفهم الإلهي بطريقة تشبه تلك التي تعتمد فيها حركة الأجسام على الإرادة الإلهية. مثل رينيه ديكارت، رأى مالبرانش أن البشر يحصلون على المعرفة من خلال الأفكار -تمثيلات لا مادية موجودة للعقل. لكن بينما يعتقد ديكارت أن الأفكار هي كيانات عقلية، جادل مالبرانش بأن جميع الأفكار موجودة فقط في الله. وبالتالي فهذه الأفكار أزلية ومستقلة عن العقول المحدودة. عندما نصل إليهم فكريًا، ندرك الحقيقة الموضوعية. عرّف مالبرانش «الحقيقة» على أنها علاقة بين الأفكار: بما أن هذه الأفكار هي في الله، فهي أبدية وثابتة، وبالتالي فإن الحقائق الوحيدة التي تستحق الاسم ستكون أبدية وثابتة. يقسم مالبرانش هذه العلاقات بين الأفكار إلى فئتين: علاقات الأهمية وعلاقات الجودة أو الكمال. تشكل الأولى حقائق «تأملية»، مثل تلك الخاصة بعلم الهندسة، في حين أن الأخيرة تشكل حقائق «عملية» للأخلاقيات. المبادئ الأخلاقية بالنسبة لمالبرانش إلهية في أساسها، وعالمية في تطبيقها، ويمكن اكتشافها عن طريق التأمل الفكري، تمامًا مثل المبادئ الهندسية.
فيما يتعلق بأهمية المعرفة الفكرية، اتبع مالبرانش القديس أغسطينوس بشكل أو بآخر. ابتكاره العظيم هو شرح كيف يمكن لهذه الأفكار الإلهية ذاتها أن تكون بمثابة أهداف مباشرة لعقول البشر في الإدراك الحسي. المشكلة هي أن الأفكار الإلهية عالمية في حين أن يبدو كل إدراكٍ ذو تفاصيل. أشار حل مالبرانش إلى أنه في حين أن التصور الذهني للعقل لهذه الأفكار نقي ومباشر، فإن مفهومها الحسي سيعدل من خلال «الأحاسيس». هذه الأحاسيس خلافًا للأفكار ملائمة في الواقع للعقول المبدعة الفردية، وتستمر كأنماط لها. ستمثل الفكرة فقط الخصائص الهندسية أو الميكانيكية للأجسام (الحجم والشكل والحركة)، في حين أن الإحساس سيشمل اللون أو بعض الصفات المعقولة الأخرى. سيحد الأخير من تخوف العقل من المذكور أولًا بطريقة تجعله يمثل فردًا معينًا في ذهنه. يمكن أن تمثل نفس الفكرة فردًا مختلفًا من نفس النوع العام بالنسبة لعقل مختلف وإحساس مختلف. في الحوارات حول الميتافيزيقيا والدين (الحوار 1)، أضاف مالبرانش أن نفس البنية الأساسية يمكن أن تفسر أيضًا الخيال (العقلي بدلاً من العنصر الفيزيولوجي) في الخيال، في هذه الحالة فقط تمس الفكرة العقل برفق.
تأثر مالبرانش بقوة بديكارت، لكنه لم يقبل فلسفته دون انتقادها. انشهر بشكل خاص لوجهة نظره أننا نرى كل شيء في الله واعتماده على الموازنة النفسية الجسدية، و«المناسبية» للتعامل مع مشكلة التفاعل بين العقل والجسم. ومع ذلك يؤدي إسناده للأسبقية المعرفية والتفسيرية لله إلى عراقيل:
1. إذا رأينا كل شيء في الله بمعنى أنه يضع الأفكار في أذهاننا، بالتالي ليس لدينا معرفة مباشرة حول العالم الخارجي. يمكننا أن نطلب الأفكار الواضحة والمميزة كمعيار لتأكيد الأحكام حول الأشياء المادية، ولكن الله هو المسؤول في النهاية عن أفكارنا.

1. إذا كانت كل الأشياء تحت السيطرة المباشرة لله وخاضعة لإرادته، فما هي حرية الإنسان؟ وجهة نظر مالبرانش بأن لدينا حرية الاختيار ولكن فقط فيما يتعلق بالسلع المحدودة وهي ليست مقنعة وتنكر إمكانية مقاومة الحركة تجاه الله باعتبارها خير عالمي.

## اقرأ أيضاً
- عقلانية (فلسفة)
- مذهب مناسبة

## روابط خارجية
- نيكولا مالبرانش على موقع الموسوعة البريطانية (الإنجليزية)
- نيكولا مالبرانش على موقع إن إن دي بي (الإنجليزية)